# Saint-Mihiel
Saint-Mihiel è un comune francese di 4 854 abitanti situato nel dipartimento della Mosa nella regione del Grande Est.

## Società

### Evoluzione demografica
Abitanti censiti

## Amministrazione

### Gemellaggi
- Enkenbach-Alsenborn, dal 1983